# (22366) Flettner
(22366) Flettner est un astéroïde de la ceinture principale.

## Description
(22366) Flettner est un astéroïde de la ceinture principale. Il fut découvert le 21 juin 1993 à Kitt Peak par le projet Spacewatch. Il présente une orbite caractérisée par un demi-grand axe de 2,88 UA, une excentricité de 0,07 et une inclinaison de 2,6° par rapport à l'écliptique.